# João Almeida
João Pedro Gonçalves Almeida (Caldas da Rainha, 5 augustus 1998) is een Portugees wielrenner die sinds 2022 rijdt voor de wielerploeg UAE Team Emirates.

## Carrière
In 2015 werd Almeida, achter Jorge Magalhães, tweede op het nationale kampioenschap tijdrijden voor junioren. Later dat jaar nam hij onder meer deel aan zowel het Europese als het wereldkampioenschap, maar wist daar geen ereplaatsen te behalen. In 2016 won Almeida zowel de tijdrit als de wegwedstrijd op het nationale juniorenkampioenschap en werd hij wederom geselecteerd voor het Europese en het wereldkampioenschap, waar een achttiende plek in de tijdrit om de Europese titel zijn beste klassering was.
In 2017 behaalde Almeida zijn eerste UCI-overwinning als eliterenner: in de derde etappe van de Ronde van Mersin kwam hij als eerste over de finish, voor Edoeard Vorganov en Ğalım Axmetov. Later dat jaar won hij ook een etappe en het jongerenklassement in de Ronde van Oekraïne. In juni werd hij derde op het nationale kampioenschap tijdrijden voor beloften, achter José Fernandes en Gaspar Gonçalves.
In 2018 werd Almeida prof bij Hagens Berman Axeon. In april van dat jaar won hij Luik-Bastenaken-Luik voor beloften, door met een voorsprong van vijftien seconden op Andrea Bagioli en Alexys Brunel solo als eerste over de finish te komen.

## Overwinningen
2016
 Portugees kampioen tijdrijden, junioren
 Portugees kampioen op de weg, junioren
2017
3e etappe Ronde van Mersin
4e etappe Ronde van Oekraïne
Jongerenklassement Ronde van Oekraïne
2018
Luik-Bastenaken-Luik, beloften
Jongerenklassement Ronde van de Isard
Jongerenklassement Girobio
2019
 Portugees kampioen tijdrijden, beloften
 Portugees kampioen op de weg, beloften
Jongerenklassement Ronde van Utah
2020
Jongerenklassement Ronde van de Ain
2021
Jongerenklassement Ronde van Catalonië
 Portugees kampioen tijdrijden, elite
2e en 4e etappe Ronde van Polen
Eind- en Puntenklassement Ronde van Polen
1e etappe Ronde van Luxemburg
Eind-, punten- en jongerenklassement Ronde van Luxemburg
2022
Jongerenklassement Parijs-Nice
4e etappe Ronde van Catalonië
 Portugees kampioen op de weg, elite
2023
Jongerenklassement Tirreno-Adriatico
16e etappe Ronde van Italië
Jongerenklassement Ronde van Italië
 Portugees kampioen tijdrijden, elite
2024
3e etappe (TTT) Parijs-Nice
6e en 8e etappe Ronde van Zwitserland
2025
4e etappe Parijs-Nice
4e en 6e etappe Ronde van het Baskenland
Eind- en puntenklassement Ronde van het Baskenland
Eindklassement Ronde van Romandië
4e, 7e en 8e (ITT) etappe Ronde van Zwitserland
Eind- en puntenklassement Ronde van Zwitserland

## Resultaten in voornaamste wedstrijden
| Jaar | Ronde van Italië | Ronde van Frankrijk | Ronde van Spanje |
| ---- | ---------------- | ------------------- | ---------------- |
| 2020 | 4e               |                     |                  |
| 2021 | 6e               |                     |                  |
| 2022 | opgave           |                     | 4e               |
| 2023 | ↑ (1)            |                     | 9e               |
| 2024 |                  | 4e                  | opgave           |
| 2025 |                  | opgave              |                  |

| Jaar | Amstel Gold Race | Luik-Bast.‑Luik | Ronde van Lombardije | Waalse Pijl | Clásica San Sebastián |  | WK op de weg |  | Wereldranglijsten |
| ---- | ---------------- | --------------- | -------------------- | ----------- | --------------------- |  | ------------ |  | ----------------- |
| 2020 |                  |                 | opgave               |             |                       |  |              |  | 13e (UWR)         |
| 2021 |                  | 65e             | 40e                  |             |                       |  | 47e          |  | 9e (UWR)          |
| 2022 |                  |                 | opgave               |             | opgave                |  | 60e          |  | 40e (UWR)         |
| 2023 |                  |                 |                      |             |                       |  | opgave       |  | 10e (UWR)         |
| 2024 | 38e              | 29e             |                      | opgave      |                       |  | opgave       |  |                   |
| 2025 |                  |                 |                      |             |                       |  |              |  |                   |

### Resultaten in kleinere rondes
| Jaar | Tour Down Under | Ronde van de VAE | Parijs-Nice | Tirreno-Adriatico | Ronde van Catalonië | Ronde van het Baskenland | Ronde van Romandië | Ronde van Zwitserland | Ronde van Polen |
| ---- | --------------- | ---------------- | ----------- | ----------------- | ------------------- | ------------------------ | ------------------ | --------------------- | --------------- |
| 2020 | 62e             |                  |             |                   |                     |                          |                    |                       |                 |
| 2021 |                 | ↑                |             | 6e                | 7e                  |                          |                    |                       | ↑ (2)           |
| 2022 |                 | 5e               | 8e          |                   | ↑ (1)               |                          |                    |                       |                 |
| 2023 |                 |                  |             | ↑                 | ↑                   |                          |                    |                       | ↑               |
| 2024 |                 |                  | 11e         |                   | 9e                  |                          |                    | ↑ (2)                 |                 |
| 2025 |                 |                  | 6e (1)      |                   |                     | ↑ (2)                    | ↑                  | ↑ (3)                 |                 |

## Ploegen
- 2017 –  Unieuro Trevigiani-Hemus 1896
- 2018 –  Hagens Berman Axeon
- 2019 –  Hagens Berman Axeon
- 2020 –  Deceuninck–Quick-Step
- 2021 –  Deceuninck–Quick-Step
- 2022 –  UAE Team Emirates
- 2023 –  UAE Team Emirates
- 2024 –  UAE Team Emirates
- 2025 –  UAE Team Emirates

Almeida · Andreev · Cacciotti · Cenghialta · Kolev · Michajlov · Mitev · Molteni · Siddikov · Ravanelli · Roesenov · Tivani · Tsjolakov · Vega · Viejo · Viel · Zahiri · Davila (stagiair) · Muñoz (stagiair)
Almeida · Anderson · Barta · Bennett · Bjerg · Blevins · Brown · Costa · Davis · Garrison · Mostov · I. Oliveira · R. Oliveira · Philipsen · Revard · Rice · Zijlaard
Alaphilippe  · Almeida · Archbold · Asgreen · Bagioli · Ballerini · Bennett · Cattaneo · Cavagna · Declercq · Devenyns · Evenepoel   · Garrison · Hodeg · Honoré · Jakobsen · Jungels · Keisse · Knox · Lampaert · Masnada · Mørkøv · Sénéchal · Serry · Steels · Steimle · Štybar · Van Lerberghe · Quinn (stagiair) · Vansevenant (stagiair)
Alaphilippe  · Almeida · Archbold · Asgreen · Bagioli · Ballerini · Bennett · Cattaneo · Cavagna · Cavendish · Černý · Declercq · Devenyns · Evenepoel · Garrison · Hodeg · Honoré · Jakobsen · Keisse · Knox · Lampaert · Masnada · Mørkøv · Sénéchal · Serry · Steels · Steimle · Štybar · Van Lerberghe · Vansevenant · Osborne (stagiair) · Van Tricht (stagiair)
Ackermann · Almeida · Ardila · Ayuso · Bennett · Bjerg · Brunel (tot 2/6) · Costa · Covi · Fisher-Black · Formolo · Gaviria · Gibbons · Groß · Hirschi · Hodeg · Laengen · Majka · McNulty · Mirza · Molano · I. Oliveira · R. Oliveira · Pogačar · Polanc · Richeze · Soler · Suter · Trentin · Troia · Ulissi · Andersen (stagiair) · Kluckers (stagiair) · Knight (stagiair)
Ackermann · Almeida · Ayuso · Bax · Bennett · Bjerg · Christen (vanaf 1/8) · Covi · Fisher-Black · Formolo · Gibbons · Groß · Großschartner · Hirschi · Hodeg · Laengen · Majka · McNulty · Molano · Novak · I. Oliveira · R. Oliveira · Pogačar · Polanc (tot 15/5) ·  Soler · Trentin · Ulissi · Vine · Vink · Wellens · Yates · Glivar (stagiair)
Almeida · Arrieta · Ayuso · Baroncini · Bax · Bjerg · Christen · Covi · del Toro · Fisher-Black · Großschartner · Hirschi · Hodeg · Laengen · Majka · McNulty · Molano · Morgado · Novak · I. Oliveira · R. Oliveira · Pogačar · Politt · Sivakov · Soler · Ulissi · Vine · Vink · Wellens · Yates